# خوشقدم هیدایت قیزی
خوشقدم هیدایت قیزی باخشلیوا (به ترکی آذربایجانی: Xoşqədəm Hidayət qızı Baxşəliyeva؛ زادهٔ ۱۳ ژانویه ۱۹۷۴ در نارنج‌لر، جمهوری شوروی سوسیالیستی آذربایجان) روزنامه‌نگار اهل جمهوری آذربایجان و مجری برنامه تلویزیونی به دنبالت می‌گردم (Səni Axtarıram) که از شبکه خزر پخش می‌شود است. در ۲۰۰۵ وی نشان ترقی را از الهام علی‌اف دریافت کرد.